# Зінченко Олександр Миколайович
Олекса́ндр Микола́йович Зі́нченко (нар. 20 червня 1977, Харків) — український історик, публіцист, журналіст, телеведучий.

## Життєпис
Народився 20 червня 1977 року в Харкові. У 1994 вступив до історичного факультету Харківського Університету ім. Каразіна який закінчив 1999.
Був консультантом програми Великі українці в 2007—2008 роках.
У 2010 разом з Вахтангом Кіпіані і Павлом Солодьком заснував сайт Історична Правда, де до цього часу опублікував понад 100 власних статей та відредагував і поставив на сайт понад 1000 статей.
21 травня 2014 призначений заступником директора Українського інституту національної пам'яті (УІНП), 14 січня 2015 звільнений з цієї посади, у 2015—2016 був радником голови УІНП.
У серпні 2016 став ведучим програми «Розсекречена історія» на телеканалі Перший.

## Творчість

### Колапс: як українці зруйнували Імперію Зла
23 серпня 2021 на телеканалі Перший розпочався показ документального серіалу Колапс: як українці зруйнували Імперію Зла, у якому Олександр Зінченко — сценарист. У листопаді 2022 цей серіал став одним з чотирьох номінантів на здобуття Шевченківської премії в номінації кіномистецтво.. У липні 2023 серіал відзначено премією імені Івана Франка у галузі інформаційної діяльності від Державного комітету телебачення і радіомовлення України. У квітні 2023 серіал відзначено премією імені Леся Танюка.
У червні 2023 Олександр Зінченко анонсував вихід книжки за мотивами серіалу.

### Голодомор. Літописці
У листопаді 2023 року, до 90-х роковин Голодомору-геноциду, на Суспільному вийшов чотирисерійний документальний цикл Голодомор. Літописці, в якому автори розповідають про найважливіші обставини та факти голоду 1932-1933 року, який був штучно створений комуністичним режимом СРСР задля знищення українського народу. Сценарій до циклу написав Олександр Зінченко.

### Книги
- Година папуги. Українські сторінки Катині (2011) — Київ: Дух і Літера[15][16]
- Недержавні таємниці: нотатки на берегах пам'яті. Віктор Ющенко (2014)[17] — Київ: Фоліо (видавництво) (Олександр Зінченко тут був упорядником і редактором книги спогадів Віктора Ющенка)
- Польські олені, Обама та колективна пам'ять українців. Як подолати тяжіння минулого (2016) — Харків: Видавництво Харківської правозахисної групи[18]
- Війна і міф. Невідома Друга світова (2018) — Харків: Клуб сімейного дозвілля[19][20] (Олександр Зінченко тут був співредактором разом з Володимиром В'ятровичем і Максимом Майоровим)
- Партитура революції. Володимир Філенко. (2021) — Харків, Фоліо (Олександр Зінченко тут був упорядником і редактором книги спогадів Володимира Філенка)[21]